# Доминик Брешианский
Доминик (лат. Dominicus; умер не позднее 671) — епископ Брешиа во второй половине VII века; святой, почитаемый в Католической церкви (день памяти — 20 декабря).

## Биография
О происхождении и ранних годах жизни Доминика сведений не сохранилось. В списках глав Брешианской епархии он упоминается как преемник скончавшегося не позднее 608 года Анастасия. О том, когда Доминик был епископом в городе Брешиа, имеются разные мнения: в качестве возможных приводятся даты от 610 до 671 года включительно. В некоторых трудах сообщается, что единственное упоминание о Доминике в современных ему документах относится к 655 году, а о еге преемнике Феликсе — к 671 году. На этом основании, скорее всего, правильными являются более поздние даты, и управление Домиником Брешианской епархией следует относить ко второй половине VII века. Более точные датировки не являются надёжными, так как они не подтверждаются данными средневековых исторических источников.
Достоверных сведений о деятельности Доминика как епископа не сохранилось. В церковных преданиях сообщается о якобы полученных им в 613 году от королевы Теоделинды дарах, на которые епископ построил в Брешиа церковь. Современные историки относят ко времени Доминика строительство церкви Сан-Пьетро-де-Дом, хотя в средневековой агиографической литературе основателем этого храма называется епископ Анастасий.
Доминик был похоронен в церкви Сан-Стефано-ин-Арсе. Здесь же были похоронены и другие святые брешианские епископы: Доминатор, Павел III и Анастасий. 1 ноября 1581 года мощи этих святых были перевезены в церковь Святого Петра, а 16 февраля 1604 года — в старый кафедральный собор Брешиа. В последнем из храмов они находятся до сих пор.
Также как и все главы Брешианской епархии III—VII веков от Анатолия до Деусдедита, ещё в средневековье Доминик был причислен к лику святых. В преданиях упоминается о нескольких чудесах, свершившихся на его могиле. Имя Доминика Брешианского внесено в «Римский мартиролог» для поминовения всеми католиками. День его памяти отмечается 20 декабря.